# Bystřice (district de Jičín)
Pour les articles homonymes, voir Bystřice.
Bystřice (en allemand : Bistritz) est une commune du district de Jičín, dans la région de Hradec Králové, en République tchèque. Sa population s'élevait à 343 habitants en 2022.

## Géographie
Bystřice se trouve à 10 km au sud-ouest de Jičín, à 47 km au nord-ouest de Hradec Králové et à 68 km au nord-est de Prague.
La commune est limitée par Střevač au nord et à l'est, par Údrnice et Libáň au sud, et par Staré Hrady, Sedliště et Markvartice à l'ouest.

## Histoire
La première mention écrite de la localité date de 1365.

## Administration
La commune se compose de deux sections :
- Bystřice
- Važice

## Transports
Par la route, Bystřice se trouve à 12 km de Jičín, à 58 km de Hradec Králové et à 86 km de Prague. 